# Demkivske, Trosteaneț
Demkivske (în ucraineană Демківське) este un sat în comuna Oleksandrivka din raionul Trosteaneț, regiunea Vinnița, Ucraina.

## Demografie
Componența lingvistică a localității Demkivske
     Ucraineană (100%)
Conform recensământului din 2001, toată populația localității Demkivske era vorbitoare de ucraineană (100%).